# Løbehøns
- Familie Turnicidae
  - Slægt Turnix
    - Løbehøne, Turnix sylvatica
    - Luzonløbehøne, Turnix wocesteri
    - Dværgløbehøne, Turnix nana
    - Hottentotløbehøne, Turnix hottentotta
    - Gulbenet løbehøne, Turnix tanki
    - Kampløbehøne, Turnix suscitator
    - Madagaskarløbehøne, Turnix nigricollis
    - Hætteløbehøne, Turnix oclellata
    - Sortbrystet løbehøne, Turnix melanogaster
    - Rødøjet løbehøne, Turnix varia
    - Brunrygget løbehøne, Turnix castanota
    - Rødbrystet løbehøne, Turnix pyrrhothorax
    - Grårygget løbehøne, Turnix maculosa
    - Brun løbehøne, Turnix velox

  - Slægt Ortyxelos
    - Dværgvagtel, Ortyxelos meiffrenii

- Wikimedia Commons har flere filer relateret til Løbehøns